# Mount Baker (Ruwenzori)
Mount Baker (Góra Bakera), Baker Plateau, Kiyanja – góra w masywie górskim Ruwenzori w Ugandzie. Jej najwyższy wierzchołek, Mount Edward o wysokości 4844 m n.p.m. jest po Górze Stanleya i Mount Speke trzecim pod względem wysokości wzniesieniem Ruwenzori i szóstym w Afryce.

## Szczyty
Poszczególne szczyty Góry Bakera:
| Szczyt          | Wysokość w m n.p.m. | Osoby, od których pochodzi nazwa                                                   |
| --------------- | ------------------- | ---------------------------------------------------------------------------------- |
| Mount Edward    | 4844                | Edward VII, król Zjednoczonego Królestwa                                           |
| Mount Semper    | 4794                | Karl Gottfried Semper, niemiecki zoolog i przyrodnik                               |
| Mount Wollaston | 4626                | Alexander F.R. Wollaston, brytyjski lekarz, ornitolog, botanik, alpinista i badacz |
| Mount Moore     | 4623                | John Edmund Sharrock Moore, brytyjski botanik                                      |
| Mount Grauers   | 4483                | Rudolf Grauer, austriacki badacz Afryki                                            |
| Mount Cagni     | 4485                | Umberto Cagni, włoski badacz, podróżnik i admirał                                  |

## Powstanie nazwy
Lud Bakonjo określa górę nazwą Kiyanja. Została odkryta 1891 przez Franza Stuhlmanna w trakcie ekspedycji i nazwana Semper lub Ngemwimbi. Luigi Amadeo di Savoia nazwał ją później, w czasie swojej ekspedycji na Ruwenzori imieniem szkockiego badacza Afryki Samuela Bakera.

## Pierwsze wejście

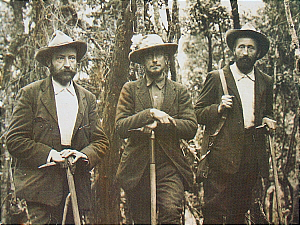
Luigi Amadeo di Savoia z Césarem Ollierem i Josephem Petigaxem

Grań Mount Baker została po raz pierwszy osiągnięta w styczniu 1906 przez austriackiego alpinistę Rudolfa Grauera, ale bez zdobycia szczytu. W lutym i ponownie w kwietniu tego samego roku angielska ekspedycja, w której udział brali Alexander F. R. Wollaston, A. B. Wosnam i M. Carruthers, dotarła w tę samą okolicę.
Najwyższy punkt został po raz pierwszy zdobyty przez Luigieo Amadeo di Savoia w towarzystwie przewodników górskich – Josepha Petigaxa, Césara Olliera i Josefa Brocherela, w ramach ekspedycji badającej Ruwenzori.

## Drogi wejścia
Na Mount Baker wchodzi się zwykle, w ramach jednodniowej wyprawy przez południową grań, z położonego na południowy zachód od niej schroniska Kitandara (3960 m). Na szlaku nie ma obecnie lodu, a resztki lodowca dadzą się obejść.